# Oronz
Oronz (em castelhano) ou Orontze (em basco) é um município da Espanha na província e comunidade foral (autónoma) de Navarra. Tem 11,54 km² de área e em 2021 tinha 49 habitantes (densidade: 4,2 hab./km²).

## Demografia
| Variação demográfica do município entre 1991 e 2004 | Variação demográfica do município entre 1991 e 2004 | Variação demográfica do município entre 1991 e 2004 | Variação demográfica do município entre 1991 e 2004 |
| --------------------------------------------------- | --------------------------------------------------- | --------------------------------------------------- | --------------------------------------------------- |
| 1991                                                | 1996                                                | 2001                                                | 2004                                                |
| 57                                                  | 53                                                  | 56                                                  | 55                                                  |